# Diocèse catholique de Stockholm
Pour les articles homonymes, voir Diocèse de Stockholm.
Le diocèse de Stockholm (en latin : dioecesis Holmiensis ; en suédois : Stockholms katolska stift) est une Église particulière de l'Église catholique en Suède. Son siège est la cathédrale Saint-Éric de Stockholm. Son évêque est le cardinal Anders Arborelius.

## Territoire
Le diocèse de Stockholm a une superficie de 450 000 km2 et couvre l'entièreté du territoire de la Suède : c'est le seul diocèse catholique du pays. En 2011, les 144 000 fidèles forment 1,6 % de la population totale de Suède, et seuls 10 000 d'entre eux sont d'origine suédoise. Ils n'étaient que 0,2 % en 1949. L'augmentation est largement due à l'immigration de catholiques venus de l'étranger. En 2011, 73 prêtres portent leur ministère dans 41 paroisses et il y a plus de 300 religieux et religieuses, presque tous d'origine étrangère.

## Histoire
Entre 1521 et 1550, les diocèses existants en Suède-Finlande et en Scanie danoise sont supprimés.
En 1688, la Suède est incorporée au vicariat apostolique des missions du Nord.
En 1781, la préfecture apostolique de Suède est érigée pour le royaume de Suède.
Le 23 septembre 1783, le pape Pie VI élève la préfecture apostolique au rang de vicariat apostolique de Suède.
Par la constitution apostolique Profecit valde du 29 juin 1953, le pape Pie XII élève le vicariat au rang de diocèse.
Le diocèse a de bonnes relations avec l'Église luthérienne de Suède issue de la Réforme luthérienne qui est majoritaire dans le pays. Le dialogue avec les non-croyants est aussi établi, dans un contexte où près d'un Suédois sur deux se déclare sans religion.

## Liste des ordinaires
1. Nicolaus Oster (1783-1790)
2. Rafael d'Ossery (1790-1795)
3. Paolo Moretti (1795-1804)
4. Jean Baptiste Gridaine (1805-1833)
5. Jacob Laurentius Studach (1833-1873)
6. Johan Georg Huber (1874-1886)
7. Albert Bitter (1886-1922), également  évêque titulaire de Doliché (de)
8. Johann Evangelist Müller (1922-1957)
9. Knut Ansgar Nelson (1957-1962)
10. John Edward Taylor (en) (1962-1976)
11. Hubertus Brandenburg (1977-1998), démissionnaire
12. Anders Arborelius (1998-), (créé cardinal le 28 juin 2017)

## Lieux de culte
- Cathédrale Saint-Éric de Stockholm
- Église Sainte-Eugénie de Stockholm
- Église Saint-Joseph-le-Travailleur de Luleå